# Албрехт X (Барби)
Албрехт X фон Барби-Мюлинген (на немски: Albrecht X von Barby-Mühlingen; * 15 февруари 1534; † пр. 19 юни 1586 или 28 май 1588) е граф на Барби-Мюлинген в Саксония-Анхалт.

## Произход
Той е четвъртият син на граф Волфганг I фон Барби-Мюлинген († 1564/1565) и съпругата му Агнес фон Мансфелд († 1558), дъщеря на Гебхард VII фон Мансфелд-Мителорт († 1558) и Маргарета фон Глайхен-Бланкенхайн († 1567). Най-големият му брат е граф Волфганг II фон Барби-Мюлинген (1531 – 1615).

## Фамилия
Албрехт X фон Барби-Мюлинген се жени 1559 г. за принцеса Мария фон Анхалт-Цербст (* 1 декември 1538; † 25 април 1563 в Рослау), дъщеря на княз Йохан IV (II) фон Анхалт-Цербст (1504 – 1551) и Маргарета фон Бранденбург (1511 – 1577). Тя е по-малка сестра на Елизабет фон Анхалт (1545 -1574), първата съпруга (от 1570) на брат му Волфганг II.
Албрехт X фон Барби-Мюлинген и Мария фон Анхалт-Цербст имат две дъщери:
- Юлиана фон Барби-Мюлинген (* 1562; † 8 ноември 1590), омъжена на 10 септември 1582 г. за граф Ернст VII фон Хонщайн (1562 – 1593)
- Мария фон Барби-Мюлинген (* 8 април 1563; † 29 декември 1619), омъжена I. пр. 8 март 1582 г. за граф Йосиас I фон Валдек-Айзенберг (1554 – 1588), II. през 1592 г. за граф Георг III фон Ербах (1548 – 1605)